# Thanh Bình, Hớn Quản
Thanh Bình là một xã thuộc huyện Hớn Quản, tỉnh Bình Phước, Việt Nam.

## Địa lý
Xã Thanh Bình có vị trí địa lý:
- Phía đông giáp xã Phước An
- Phía tây giáp xã Minh Đức
- Phía nam giáp thị trấn Tân Khai
- Phía bắc giáp thị xã Bình Long và xã Tân Lợi.

Xã có diện tích 11,64 km², dân số năm 2009 là 7.316 người, mật độ dân số đạt 629 người/km².

## Lịch sử
Trước đây, Thanh Bình là một xã thuộc huyện Bình Long cũ.
Ngày 11 tháng 8 năm 2009, Chính phủ ban hành Nghị quyết số 35/NQ-CP. Theo đó:
- Điều chỉnh 1.601,32 ha diện tích tự nhiên và 5.222 người của xã Thanh Bình về thị xã Bình Long mới thành lập (nay là một phần phường Hưng Chiến)
- Đổi tên huyện Bình Long thành huyện Hớn Quản.

Sau khi điều chỉnh địa giới hành chính, xã Thanh Bình còn lại 1.163,86 ha diện tích tự nhiên và 7.316 người.